# Sing, Little Birdie
A Sing, Little Birdie (magyarul: Énekelj, kismadár) volt az a dal, amely az Egyesült Királyságot képviselte az 1959-es Eurovíziós Dalfesztiválon. A dalt Pearl Carr és Teddy Johnson adta elő angol nyelven.
A dal a brit nemzeti döntőn nyerte el az indulás jogát.
A dalt a márciusban megrendezett nemzeti döntőn fellépési sorrendben utolsó előttiként adták elő a belga előadó előtt. A szavazás során a második helyet érte el a tizenegyfős mezőnyben.